# ヤマハ・YZF1000Rサンダーエース
ヤマハ・YZF1000R ThunderAce（ワイゼットエフせんアール サンダーエース）は、ヤマハ発動機が日本国外輸出向けに製造していたオートバイ。サンダーエースのペットネームが付けられていた。

## 概要
1996年、それまでの同社のフラッグシップであったFZR1000のフルモデルチェンジ版として登場。FZRの直線基調のフォルムとは異なり、曲線を多用した独特の外観を持つ。当時のライバルとされたのは、ホンダのCBR900RRであった。
エンジンはFZRと同様、EXUP採用の35度前傾水冷DOHC5バルブ直列4気筒だが、クランクケース以外は全くの新設計とされた。ワークスレーサーの名前である「YZF」が冠されているように、メインフレームやシャシーは同社のレースベース車であるYZF750SPのディメンションを踏襲しつつの完全新設計。乾燥で198 kgという軽量な車体とともに、狙い通りの高い運動性を発揮した。また、フロントフォークはあえて正立式を採用。スーパースポーツ車としては楽なライディングポジションとしなやかな乗り心地であったため、ハイスピードツアラーとしての評価も高かった。
1998年には実質上の後継車種といえるYZF-R1が登場し、フラッグシップの座を譲るものの、根強い人気に支えられて生産が続けられ、2001年モデルを最後に絶版となった。

## 遍歴
- 1998年 - YZF-R1のデビュー後も継続生産を決定。レッド/シルバーのカラーを追加。
- 2001年 - 最終モデルとなるブラック/シルバーのカラーが追加された。